# Atraphaxis tortuosa
Atraphaxis tortuosa är en slideväxtart som beskrevs av A.S.Losina- Losinskaja. Atraphaxis tortuosa ingår i släktet Atraphaxis och familjen slideväxter. Inga underarter finns listade i Catalogue of Life.